# Krasnogvardejskaja
Krasnogvardejskaja (Russisch: Красногвардейская) is een station aan de Zamoskvoretskaja-lijn van de Moskouse metro. 

## Geschiedenis
Krasnogvardejskaja is het laatste station van de Zamoskvoretskaja-lijn dat ten tijde van de Sovjet-Unie is gebouwd. Het station werd genoemd naar de toenmalige naam van de buurt waar het station ligt, die op haar beurt genoemd was naar de Rode Garde. Na het uiteenvallen van de Sovjet-Unie in 1991 werd de buurt omgedoopt in Zjablikovo en is voorgesteld om ook het station om te dopen. Het station aan de Zamoskvoretskaja-lijn hield zijn naam en de nieuwe naam van de buurt is in 2011 toegekend aan het zuidelijke eindpunt van de Ljoeblinsko-Dmitrovskaja-lijn. 

## Ligging en inrichting
Het perron ligt op negen meter diepte onder de Orechovi Boelvar bij het kruispunt met de Oelitsa Jasenevaja en Oelitsa Moesa Dzjalilja.  Het station heeft twee ondergrondse verdeelhallen, een aan de westkant en een aan de oostkant van het kruispunt met elk twee toegangen aan de Orechovi Boelvar.
De oostelijke verdeelhal is met een vaste trap en roltrappen met het perron verbonden, terwijl de westelijke alleen een vaste trap heeft. In 2011 zijn midden op het perron een trap en lift gebouwd naar een loopbrug, over het zuidelijke spoor, die aansluiting biedt op Zjablikovo aan de Ljoeblinsko-Dmitrovskaja-lijn. Deze loopbrug komt uit in de noordelijke verdeelhal van Zjablikovo bij de roltrappen naar het perron. Gebruikers van de lift moeten hier echter via de poortjes omdat de lift van Zjablikovo niet rechtstreeks uit de verdeelhal bereikbaar is. 

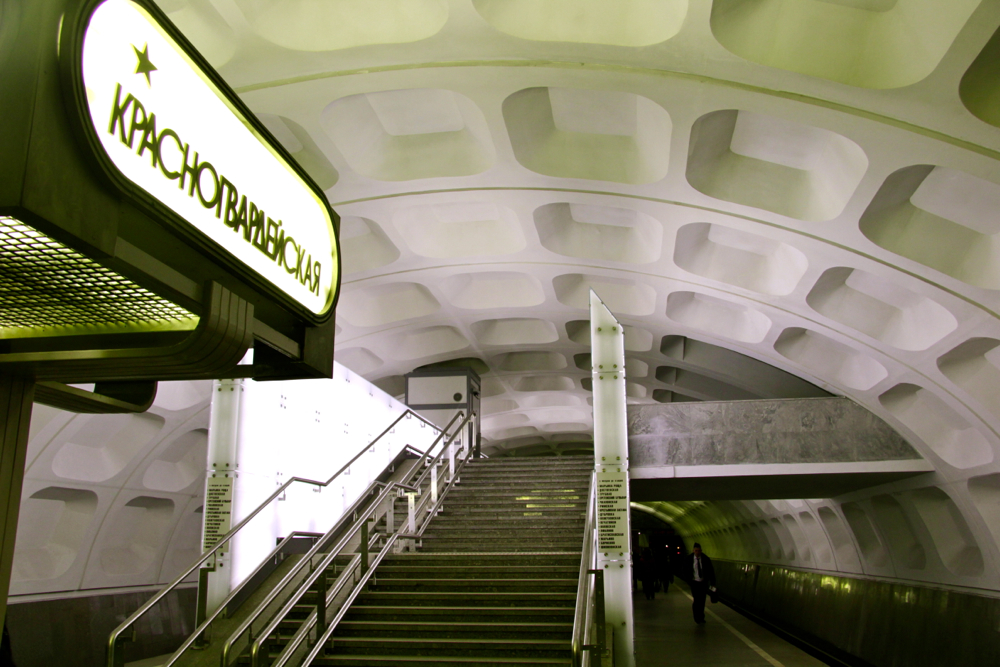
De loopbrug met trap en lift voor de overstappers.
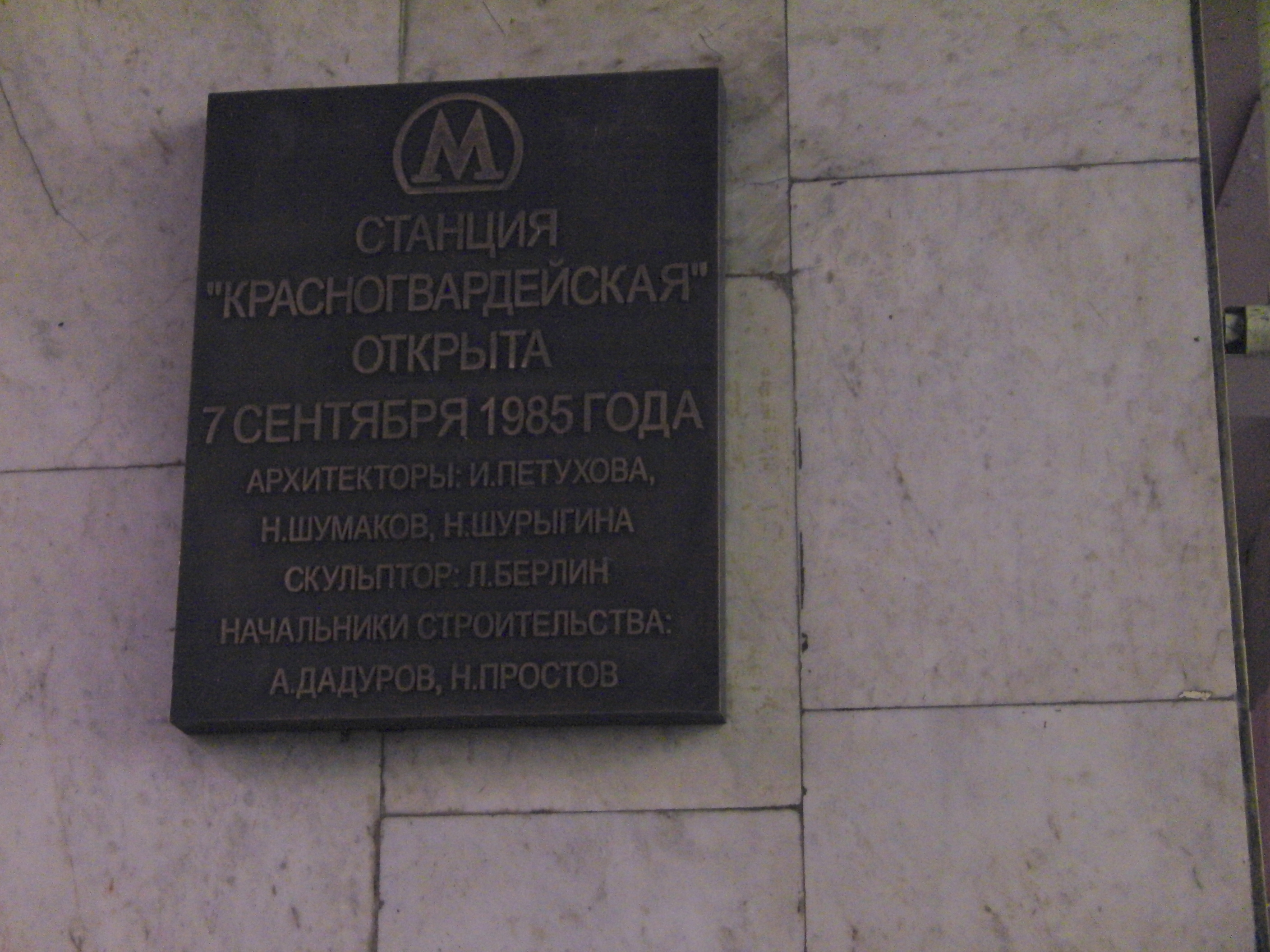
Het officiële naambord

## Ontwerp
Het station is het eerste ontwerp van architect Nikolai Sjoemakov die met zijn gewelf wilde aansluiten bij stijl van de Parijse metro. Het gewelf is opgebouwd als een cassetteplafond van gewapend beton met elf elementen per boog. De tunnelwanden onder het gewelf zijn bekleed met rood marmer en de vloeren bestaan uit grijs graniet. Krasnogvardejskaja kreeg, als eerste in Moskou, bankjes rond palen met verlichting en wegwijzers op de middellijn van het perron. Net als bij Krylatskoje, Konkovo, Vorobjovy Gory en Slavjanski Boelvar is de stationsnaam hier op borden op het perron in plaats van op de tunnelwand aangebracht. Zowel de naam als de kunst in het station verwijzen naar de Oktoberrevolutie, zo zijn boven de (rol)trappen aan de uiteinden van het perron zijn reliëfs aangebracht, van de hand van L.L. Berlin, gewijd aan de Rode Garde en de revolutie.   

## Metroverkeer
In 1985 was Krasnogvardejskaja het zuidelijke eindpunt van de Zamoskvoretskaja-lijn en ten oosten van het perron zijn dan ook keersporen gebouwd die tegenwoordig tussen de doorgaande sporen naar het oosten liggen. Op 24 december 2012 werd de verlenging tot Alma-Atinskaja in gebruik genomen. Deze verlenging heeft ook een verbindingsspoor naar de keersporen van Zjablikovo. Iets verder naar het oosten liggen toegangssporen naar het in januari 2014 geopend depot Bratejevo. De keersporen worden tegenwoordig gebruikt om 's nachts metrostellen te stallen en een deel van de metro's keert hier nog steeds omdat Alma-Atinskaja alleen een kruiswissel heeft maar geen eigen keersporen.  Voor de reizigers opent het station op even dagen om 5:35 uur en op oneven dagen om 5:50 uur, en sluit om 1:00 uur 's nachts. In 2010 werden 78.000 instappers en 77.500 uitstappers per dag geteld, na de opening van Zjablikovo daalde dit aantal. De eerste trein naar het centrum vertrekt op even dagen door de week om 5:40 uur en in het weekeinde om 5:42 uur. Op oneven dagen is dit respectievelijk 5:54 uur en 5:57 uur. In oostelijke richting vertrekt de eerste trein op even werkdagen om 5:50 uur en in het weekeinde om 5:53 uur. Op oneven werkdagen is dit 5:48 uur en in het weekeinde om 5:53 uur. 